# Kimmeridge
Kimmeridge är en ort och civil parish i Storbritannien.   Den ligger i kommunen Dorset och riksdelen England, i den södra delen av landet, 170 km sydväst om huvudstaden London. Kimmeridge ligger 76 meter över havet och antalet invånare är 110.
Terrängen runt Kimmeridge är platt. Havet är nära Kimmeridge söderut.  Närmaste större samhälle är Poole, 14,2 km nordost om Kimmeridge. 